# كريستينا أوناسيس
كريستينا أوناسيس (باليونانية:Χριστίνα Ωνάση) ‏ (11 ديسمبر 1950 - 19 نوفمبر 1988) ابنة الملياردير اليوناني أرسطو أوناسيس

## حياتها المبكرة
ولدت في مدينة نيويورك ومات أخوها ألكسندر في حادث طائرة عام 1973 وانتحرت أمها عام 1974 بدأت صحة والدها بالتدهور بعد مقتل أخيها ومات عام 1975 تولت بعدها كريستينا قيادة إمبراطورية النقل البحري التي أسسها والدها وتمكنت من إدارة العمل بشكل جيد.

## الحياة الشخصية
تزوجت كريستينا أربعة مرات انتهت جميعها بالطلاق وأنجبت من زوجها الأخير تييري روسيل طفلتها الوحيدة أثينا أوناسيس روسيل.

## عائلتها
رجل أعمال أمريكي يوناني. وهو نجل أشهر رجال الشحن اليوناني الثري أرسطو أوناسيس من زوجته الأولى تينا ليفانوس. كان هو وأخته كريستينا أوناسيس غاضبين من زواج والدهما من جاكلين كينيدي، وكان له الفضل في محاولة تحسين العلاقة بين والده وستافروس نياركوس.
ولد الكسندر في مدينة نيويورك، ولم يتعلم تعليما رسميا وعمل لعدة سنوات مع والده في مقر إقامته في موناكو. شهدت العلاقة بين أوناسيس ووالده توترات نتيجة لعلاقته السرية مع فيونا تايسن، الزوجة السابقة لهانز هاينريش تايسن-بورنيميسزا. وقد  عُيَّن لاحقا رئيس لشركة الطيران الأولمبية، وهي شركة طيران إقليمية يونانية يملكها والده.
توفي الكسندر في المستشفى نتيجة للإصابات التي لحقت به في حادث تحطم طائرة في مطار هيلينيكون الدولي باليونان عن عمر يناهز 24 عام، ودُفن بجزيرة سكوربيوس اليونانية.

## موتها
ماتت كريستينا منتحرة عن عمر 37 عام في شاليه قرب بيونس أيريس في الأرجنتين تم اكتشاف أن سبب الوفاة هو توقف قلبها بتأثير تناول جرعات المخدرات سنوات عديدة.

## روابط خارجية
- كريستينا أوناسيس على موقع مونزينجر (الألمانية)
- كريستينا أوناسيس على موقع إن إن دي بي (الإنجليزية)